# Могутнее (Запорожская область)
Могутнее (укр. Могутнє) — село,
Кировский сельский совет,
Токмакский район,
Запорожская область,
Украина.
Код КОАТУУ — 2325281603. Население по переписи 2001 года составляло 168 человек.

## Географическое положение
Село Могутнее находится на левом берегу реки Юшанлы,
выше по течению на расстоянии в 3 км расположено село Грушевка,
ниже по течению примыкает село Лагидное,
на противоположном берегу — село Роскошное.
Река в этом месте извилистая, образует лиманы и старицы.

## История
- 1922 год — дата основания.